# Old Bridge (Huntingdon)
Pour les articles homonymes, voir Old Bridge.
Old Bridge est un pont sur la Great Ouse à Huntingdon dans le Cambridgeshire.